# Austrochilidae
Austrochilidae zijn een familie van spinnen. De familie telt 3 beschreven geslachten en 9 soorten.

## Geslachten
- Austrochilus Gertsch & Zapfe, 1955
- Hickmania Gertsch, 1958
- Thaida Karsch, 1880

## Taxonomie
Voor een overzicht van de geslachten en soorten behorende tot de familie zie de lijst van Austrochilidae.